# I Wanna Be Where You Are
I Wanna Be Where You Are è un singolo del cantante statunitense Michael Jackson, pubblicato il 7 maggio 1972 come terzo estratto dal primo album in studio Got to Be There.

## Descrizione
Il brano è stato scritto da Arthur Ross e Leon Ware.

## Successo commerciale
Il singolo raggiunse la sedicesima posizione tra i singoli pop e la seconda tra i singoli rhythm and blues nelle classifiche degli Stati Uniti. È uno dei brani di Jackson più reinterpretati da altri: sono più significative le versioni di Marvin Gaye, Willie Hutch, Jason Weaver, Jose Feliciano (sia in inglese che in spagnolo) e The Fugees.

## Tracce
1. I Wanna Be Where You Are – 2:58 (Ware/Ross)
2. We've Got A Good Thing Going – 2:59 (The Corporation)

Durata totale: 5:57

## Classifiche
| Paese                                  | Posizione massima |
| -------------------------------------- | ----------------- |
| Classifica generale di Billboard (USA) | 16                |
| Classifica rhythm and blues (USA)      | 2                 |